# مطار إيسلمي
مطار إيسلمي (بالفنلندية: Iisalmen lentokenttä)‏ هو مطار في إيسلمي، فنلندا، يبعد حوالي 6 ميل بحري (11 كـم؛ 7 ميل) شمال شمال غرب مركز مدينة إيسلمي.

## روابط خارجية
- VFR Suomi / فنلندا - مطار إيسالمي
- Lentopaikat.net - مطار إيسالمي باللغة الفنلندية